# 二階堂盛義
二階堂 盛義（にかいどう もりよし）は、戦国時代から安土桃山時代にかけての武将・陸奥国の戦国大名。須賀川二階堂氏7代当主。

## 生涯
二階堂照行の子として誕生。須賀川城を居城として陸奥岩瀬郡を支配していた。勇猛果敢な大名としてよりは能吏的・文化的な大名であったと伝えられる。
永禄年間（1558 - 1570年）になると、会津四郡を支配する蘆名氏や、田村郡を支配する田村氏と所領をめぐって度々戦いを繰り広げたが、永禄9年（1566年）2月に蘆名盛氏・盛興父子によって松山・横田両城を攻め落とされ、横田城主が生け捕りにされてしまう。盛義は嫡男（のちの盛隆）を人質として差し出すことで盛氏と和睦し、以後は蘆名氏の旗下に入った。
天正2年（1574年）6月、盛氏の嫡男・盛興が早世したため、人質であった盛隆が後継者として蘆名氏を継いだ。これにより二階堂氏も蘆名氏の力を背景にして天正8年（1580年）の御代田合戦で田村氏との戦いに勝利し、勢力を拡大した。ただし、この合戦の際に負傷したらしく、9月には突然温泉療養に向かって重臣の須田盛秀と箭田野義正が指揮を代わっている。
天正9年（1581年）8月に死去（38歳とも）。その後、天正12年（1584年）10月に盛隆が暗殺されると再び二階堂氏は衰退し、天正17年（1589年）10月26日に伊達政宗によって滅ぼされた。

## 系譜
- 正室：阿南姫（天文10年〈1541年〉 - 慶長7年〈1602年〉。伊達晴宗の長女。大乗院）
  - 蘆名盛隆（永禄4年〈1561年〉 - 天正12年10月6日〈1584年11月8日〉。蘆名盛氏養子）
  - 二階堂行親（元亀元年〈1570年〉- 天正10年〈1582年〉?）
  - 岩城御前（生年不詳 - 元和6年〈1620年〉10月23日。岩城常隆室→伊達成実室）

## 関連作品
- 信長の野望 - 戦国時代を舞台にしたシミュレーションゲーム信長の野望・蒼天録において、二階堂盛義が武将としてゲームに登場。盛義の顔画像は隈部親永と共に非常に特徴的であり[4]、信長の野望40周年記念人気投票では人気1位となっている。そのため、信長の野望・新生 with パワーアップキットでは、蒼天録での二階堂盛義の顔グラフィックと二階堂盛義をモチーフとした特性を追加できるDLCが配信された[5]。

注釈
1. ↑  行久と行栄については『須賀川市史』などで存在を指摘しているが不明な点も多い
2. ↑  耶麻郡・河沼郡・大沼郡・会津郡。

出典
1. ↑  『福島大百科事典』
2. ↑  『首藤石川文書』所収「箭部義政・須田盛秀連署状」『郡山市史』第8巻中世史料306号
3. ↑  垣内和孝 「御代田合戦と佐竹氏・蘆名氏」『伊達政宗と南奥の戦国時代』 吉川弘文館、2017年、46-47頁、ISBN 978-4-642-02938-4。
4. ↑  『太閤立志伝V DX』一度見たら忘れられない、インパクト抜群な武将たち！お馴染み「二階堂盛義」以外にもゴロゴロいるぞ Game*Spark 2022年5月19日 株式会社イード
5. ↑  https://game.watch.impress.co.jp/docs/news/1533716.html 「信長の野望･新生 with パワーアップキット」二階堂盛義モチーフの追加特性が配信決定！ 40周年記念BGMも【#TGS2023】 - GAME Watch 2023年9月22日 株式会社インプレス